# Toxoproctis anna
Toxoproctis anna är en fjärilsart som beskrevs av Swinhoe 1903. Toxoproctis anna ingår i släktet Toxoproctis och familjen tofsspinnare. Inga underarter finns listade i Catalogue of Life.